# Veeraporn Nitiprapha
 
Veeraporn Nitiprapha (em tailandês:  วีรพร นิติประภา; nascida em 4 de agosto de 1962, em Bangkok) é um autora tailandesa de romances e contos. Seu trabalho foi aclamado por seu caráter lírico distinto, muitas vezes influenciado pela literatura clássica tailandesa, como também por sua reflexão sutil sobre os relacionamentos humanos numa sociedade asiática moderna e sua intersecção com a política atual. Seu primeiro romance, Saiduean Ta Bod Nai Khaowongkot (Minhocas cegas em um labirinto, ไส้เดือนตาบอดในเขา ไส้เดือนตาบอดในเขาวงกต) ganhou o prestigioso prêmio Southeast Asian Writers Award (também conhecido como SEA Write Award) em 2015 , estabelecendo a autora entre os principais escritores do Sudeste Asiático de sua geração. Nitiprapha publicou também diversos contos em revistas que ficaram conhecidos por suas técnicas narrativas inovadoras e riqueza estilística. Seu segundo romance, Phutthasakkarat Asadong Kub Song Jam Khong Song Jam Khong Maew Kularb Dam (Memórias พุทธศักราชอัสดงกับทรงจำของทรงจำของแมวกุหลาบดำ ทรงจำขอ Mais) ganhou o prêmio SEA Write em 2018,  tornando-a a primeira mulher a ganhar esse prêmio literário duas vezes. 

## Biografia
Veeraporn Nitiprapha foi a segunda de dois filhos em sua família. Ela nasceu, cresceu e passou a maior parte de sua vida em Bangkok, capital da Tailândia. Começou a escrever e publicar poemas e contos aos 17 anos de idade. Após um breve período de estudos em Melbourne, Austrália, ela retornou a Bangkok e começou sua carreira como editora de uma revista de moda. Depois foi redatora em várias agências de publicidade, tornando-se mais tarde diretora de criação. Posteriormente, decidiu deixar a indústria de publicidade e se dedicar ao design de joias. Veeraporn administrou uma marca própria de joias por dez anos antes do negócio fechar. Desde então, ela tem se dedicado exclusivamente à escrita.
Nitiprapha é casada e tem um filho. Ela é conhecida por ser uma ávida jardineira e amante de gatos. 

## Traduções em inglês
- ไส้เดือนตาบอดในเขาวงกต (Traduzido em inglês como The Blind Earthworm in the Labyrinth by Kong Rithdee; River Books, 2019)
- พุทธศักราชอัสดงกับทรงจำของทรงจำของแมวกุหลาบดำ (Traduzido em inglês como Memories of the Memories of the Black Rose Cat by Kong Rithdee; River Books, 2022)

## Obras

### Romances
- Saiduean Ta Bod Nai Khaowongkot (Minhocas cegas em um labirinto; ไส้เดือนตาบอดในเขาวงกต ; 2015) ISBN 9789740212225
- Phutthasakkarat Asadong Kub Song Jam Khong Song Jam Khong Maew Kularb Dam (O pôr do sol da era budista e as memórias do gato rosa negro พุทธศักราชอัสดงกับทรงจำของทรงจำของแมวกุหลาบดำ ; 2018) ISBN 9789740215233
- Talaysab Namta (ทะเลสาบน้ำตา; 2020) ISBN 9786168132173

### Ensaios
- Prod Obkod Manoos Look (โปรดโอบกอดมนุษย์ลูก; 2020) ISBN 9786168255278

## Links externos
- Discurso do Prêmio SEA Write 2015
- Uma entrevista no Bangkok Post
- Uma entrevista na revista BK

## Aparições em filmes
Veeraporn Nitiprapha faz uma ponta na série 6ixtynin9 da Netflix de 2023.  Sua personagem, identificada no IMDB  como a Dama de Branco (também listada como Anjo nos créditos), é a responsável por encontrar os personagens mortos quando eles tentam passar da vida para o outro lado e age com eficiência burocrática desapaixonada — até o momento em que não consegue mais.